# Partecipanti al Tour of Oman 2024
Elenco dei partecipanti al Tour of Oman 2024.
Il Tour of Oman 2024 è statO la tredicesima edizione della corsa. Alla competizione presero parte diciassette squadre: nove con licenza UCI World Tour 2024, quattro UCI ProTeam, tre UCI Continental Team e una selezione nazionale.
Partenza con 117 ciclisti accreditati.

## Corridori per squadra
Nota: R ritirato, NP non partito, FT fuori tempo, SQ squalificato
| UAE Team Emirates  | UAE Team Emirates     | UAE Team Emirates  | Soudal Quick-Step         | Soudal Quick-Step         | Soudal Quick-Step         | Intermarché-Wanty       | Intermarché-Wanty       | Intermarché-Wanty       |
| ------------------ | --------------------- | ------------------ | ------------------------- | ------------------------- | ------------------------- | ----------------------- | ----------------------- | ----------------------- |
| N°                 | Ciclista              | Clas.              | N°                        | Ciclista                  | Clas.                     | N°                      | Ciclista                | Clas.                   |
| 1                  | Adam Yates            | 1°                 | 11                        | Mauri Vansevenant         | 7°                        | 21                      | Louis Meintjes          | 18°                     |
| 2                  | Abdulla Alhammadi     | 107°               | 12                        | Jan Hirt                  | 2°                        | 22                      | Huub Artz               | 38°                     |
| 3                  | Mohammad Al Mutaiwei  | 109°               | 13                        | Gil Gelders               | 49°                       | 23                      | Francesco Busatto       | 34°                     |
| 4                  | Finn Fisher-Black     | 3°                 | 14                        | Antoine Huby              | 48°                       | 24                      | Dries De Pooter         | 44°                     |
| 5                  | Álvaro Hodeg          | 104°               | 15                        | Luke Lamperti             | 43°                       | 25                      | Alexy Faure Prost       | 10°                     |
| 6                  | Vegard Stake Laengen  | 70°                | 16                        | Paul Magnier              | 73°                       | 26                      | Lorenzo Rota            | 23°                     |
| 7                  | Diego Ulissi          | 4°                 | 17                        | Fausto Masnada            | 16°                       | 27                      | Roel Sintmaartensdijk   | 84°                     |
| Cofidis            | Cofidis               | Cofidis            | Arkéa-B&B Hotels          | Arkéa-B&B Hotels          | Arkéa-B&B Hotels          | Bora-Hansgrohe          | Bora-Hansgrohe          | Bora-Hansgrohe          |
| N°                 | Ciclista              | Clas.              | N°                        | Ciclista                  | Clas.                     | N°                      | Ciclista                | Clas.                   |
| 31                 | Bryan Coquard         | 54°                | 41                        | Amaury Capiot             | 62°                       | 51                      | Emanuel Buchmann        | 17°                     |
| 32                 | Nicolas Debeaumarché  | 81°                | 42                        | Florian Dauphin           | 87°                       | 52                      | Roger Adrià             | 27°                     |
| 33                 | Aimé De Gendt         | 65°                | 43                        | Élie Gesbert              | 78°                       | 53                      | Cesare Benedetti        | 66°                     |
| 34                 | Kenny Elissonde       | 15°                | 44                        | Cristián Rodríguez        | 5°                        | 54                      | Emil Herzog             | 19°                     |
| 35                 | Jesús Herrada         | 47°                | 45                        | Embret Svestad            | 20°                       | 55                      | Luis-Joe Lührs          | 59°                     |
| 36                 | Nolann Mahoudo        | NP 1ª              | 46                        | Alessandro Verre          | 13°                       | 56                      | Anton Palzer            | 26°                     |
| 37                 | Hugo Toumire          | 53°                |                           |                           |                           | 57                      | Ben Zwiehoff            | 11°                     |
| Lotto Dstny        | Lotto Dstny           | Lotto Dstny        | Team DSM-Firmenich PostNL | Team DSM-Firmenich PostNL | Team DSM-Firmenich PostNL | Burgos-BH               | Burgos-BH               | Burgos-BH               |
| N°                 | Ciclista              | Clas.              | N°                        | Ciclista                  | Clas.                     | N°                      | Ciclista                | Clas.                   |
| 61                 | Johannes Adamietz     | 37°                | 71                        | Warren Barguil            | 6°                        | 81                      | Jambaljamts Sainbayar   | 35°                     |
| 62                 | Jenno Berckmoes       | 12°                | 72                        | Tobias Lund Andresen      | 69°                       | 82                      | Rodrigo Álvarez         | 92°                     |
| 63                 | Thomas De Gendt       | 63°                | 73                        | Fabio Jakobsen            | 108°                      | 83                      | Mario Aparicio          | 25°                     |
| 64                 | Arjen Livyns          | 33°                | 74                        | Tim Naberman              | 95°                       | 84                      | David Delgado           | 50°                     |
| 65                 | Lionel Taminiaux      | 71°                | 75                        | Timo Roosen               | 72°                       | 85                      | Alejandro Franco        | 46°                     |
| 66                 | Henri Vandenabeele    | 82°                | 76                        | Julius van den Berg       | 90°                       | 86                      | Ángel Fuentes           | 77°                     |
| 67                 | Harm Vanhoucke        | NP 2ª              | 77                        | Frank van den Broek       | 40°                       | 87                      | Óscar Pelegrí           | 91°                     |
| Team Jayco AlUla   | Team Jayco AlUla      | Team Jayco AlUla   | Uno-X Mobility            | Uno-X Mobility            | Uno-X Mobility            | Astana Qazaqstan Team   | Astana Qazaqstan Team   | Astana Qazaqstan Team   |
| N°                 | Ciclista              | Clas.              | N°                        | Ciclista                  | Clas.                     | N°                      | Ciclista                | Clas.                   |
| 91                 | Caleb Ewan            | 76°                | 101                       | Alexander Kristoff        | 39°                       | 111                     | Anthon Charmig          | 29°                     |
| 92                 | Luke Durbridge        | 51°                | 102                       | Idar Andersen             | NP5ª                      | 112                     | Evgenij Gidič           | 97°                     |
| 93                 | Davide De Pretto      | 30°                | 103                       | Stian Fredheim            | 89°                       | 113                     | Savelii Laptev          | 58°                     |
| 94                 | Blake Quick           | 86°                | 104                       | Tord Gudmestad            | 68°                       | 114                     | Ide Schelling           | 52°                     |
| 95                 | Campbell Stewart      | 67°                | 105                       | Johannes Kulset           | 8°                        | 115                     | Gleb Syrica             | 83°                     |
| 96                 | Max Walscheid         | 80°                | 106                       | William Blume Levy        | 45°                       | 116                     | Davide Toneatti         | 60°                     |
|                    |                       |                    | 107                       | Rasmus Bøgh Wallin        | 94°                       | 117                     | Nicolas Vinokurov       | 57°                     |
| Equipo Kern Pharma | Equipo Kern Pharma    | Equipo Kern Pharma | JCL Team Ukyo             | JCL Team Ukyo             | JCL Team Ukyo             | Terengganu Cycling Team | Terengganu Cycling Team | Terengganu Cycling Team |
| N°                 | Ciclista              | Clas.              | N°                        | Ciclista                  | Clas.                     | N°                      | Ciclista                | Clas.                   |
| 121                | Iván Cobo             | 9°                 | 131                       | Masaki Yamamoto           | 31°                       | 141                     | Merhawi Kudus           | 21°                     |
| 122                | Unai Aznar            | 85°                | 132                       | Giovanni Carboni          | 32°                       | 142                     | Aiman Cahyadi           | 79°                     |
| 123                | Marc Brustenga        | NP 3ª              | 133                       | Nathan Earle              | 14°                       | 143                     | Jesse Ewart             | 41°                     |
| 124                | Carlos García Pierna  | 36°                | 134                       | Manabu Ishibashi          | 106°                      | 144                     | Wan Abdul Hamdan        | NP2ª                    |
| 125                | Unai Iribar           | 28°                | 135                       | Matteo Malucelli          | 98°                       | 145                     | Irwandie Lakasek        | 102°                    |
| 126                | Mikel Retegi          | 55°                | 136                       | Nariyuki Masuda           | 56°                       | 146                     | Fakhruddin Mazuki       | 99°                     |
| 127                | Danny van der Tuuk    | 74°                | 137                       | Thomas Pesenti            | 22°                       | 147                     | Andreas Miltiadis       | 75°                     |
| Selezione omanese  | Selezione omanese     | Selezione omanese  | Roojai Insurance          | Roojai Insurance          | Roojai Insurance          |                         |                         |                         |
| N°                 | Ciclista              | Clas.              | N°                        | Ciclista                  | Clas.                     |                         |                         |                         |
| 151                | Mohammed Al-Wahibi    | 100°               | 161                       | Tegshbayar Batsaikhan     | 64°                       |                         |                         |                         |
| 152                | Saif Al Aamri         | 111°               | 162                       | Carter Bettles            | 42°                       |                         |                         |                         |
| 153                | Abdullah Al-Gheilani  | 112°               | 163                       | Lucas Carstensen          | 88°                       |                         |                         |                         |
| 154                | Mundher Al Hsani      | 103°               | 164                       | Patompob Phonarjthan      | 105°                      |                         |                         |                         |
| 155                | Said Al Rahbi         | 93°                | 165                       | Ariya Phounsavath         | 61°                       |                         |                         |                         |
| 156                | Mazin Al Riyami       | 96°                | 166                       | Polychrónis Tzortzákis    | 101°                      |                         |                         |                         |
| 157                | Abdulraham Al Yaqoobi | 110°               | 167                       | Adne van Engelen          | 24°                       |                         |                         |                         |